# Veja o Jogo com a Gente
Veja o Jogo com a Gente foi um programa exibido pelos canais Esporte Interativo durante os jogos da Seleção Brasileira na Copa do Mundo de 2014.
Sem os direitos de transmissão dos jogos do torneio, a emissora adotou a ideia de "transmissão alternativa" das partidas do Brasil. O modelo e formato de "transmissão alternativa" de partidas são comuns na Europa, especialmente na Itália, praticada por emissoras que não têm direitos de transmissão de determinados campeonatos. No Brasil, a ESPN Brasil, na Copa das Confederações de 2013, já havia levado ao telespectador projeto parecido, com o programa "Cabeça no Jogo".
Desta forma, o programa simplesmente abriu diversas câmeras em sua redação, mostrando as reações de jornalistas, apresentadores e outros profissionais que estiverem trabalhando no momento e assistindo ao jogo da Seleção. Não havia nenhum tipo de censura nas imagens e no áudio que eram levados ao ar. Por conta disso, muitas vezes era possível ouvir a narração de Galvão Bueno, que fazia a partida pela Rede Globo, e até alguns palavrões dos jornalistas do Esporte Interativo, chateados com a atuação da Seleção.